# Century 21
Century 21 Department Stores LLC was een Amerikaanse keten van warenhuizen, met het hoofdkantoor in New York, die op het moment van sluiting in 2020 13 filialen had in het noordoosten van de Verenigde Staten.

## Geschiedenis

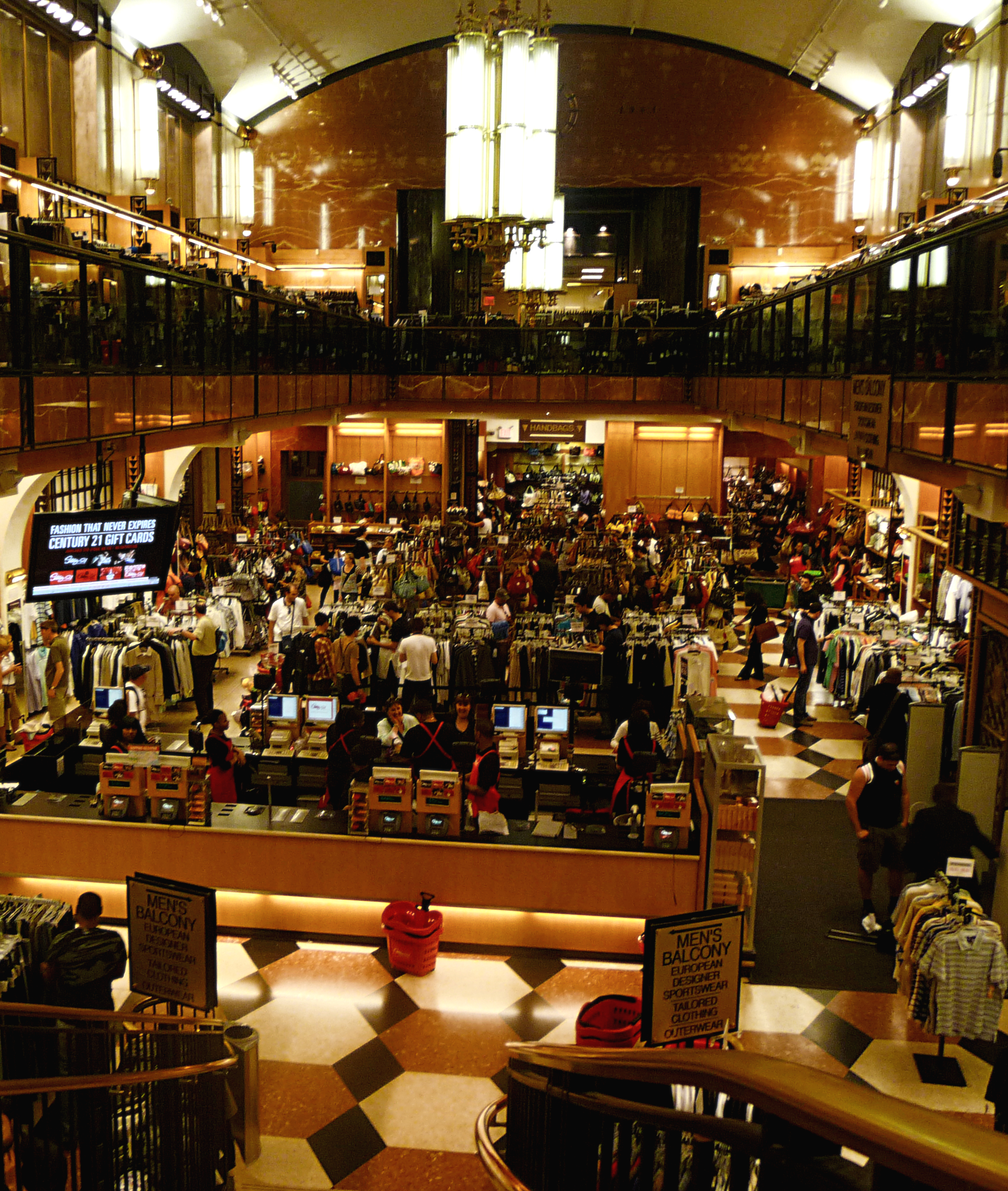
Interieur van een Century 21-filiaal in 2012

Het bedrijf werd in 1961 opgericht door Sonny, Ralph en Al Gindi. De oorspronkelijke winkel bevond zich op 86th Street 472 in Bay Ridge in het New Yorkse stadsdeel Brooklyn. De zoon van oprichter Al Gindi, Raymond Gindi, was Chief Operating Officer van Century 21.
De vlaggenschiplocatie van Century 21 bevond zich op Cortlandt Street 22 in Lower Manhattan in New York, een locatie van de voormalige East River Savings Bank. Het bevond zich aan de voet van een kantoortoren van 34 verdiepingen op beschikte op de derde verdieping over een Financier Patisserie-koffiebar. De winkel werd een emotioneel middelpunt tijdens en na de aanslagen van 11 september 2001. De winkel werd geëvacueerd nadat het eerste vliegtuig het World Trade Center was binnengevlogen en het interieur aanzienlijk was beschadigd door de instorting van de Twin Towers. Aanvankelijk was het niet zeker dat de winkel herbouwd zou worden, maar de eigenaren kozen ervoor om op dezelfde plek te blijven en de winkel werd gerenoveerd en heropend op 28 februari 2002, vijf maanden na de aanslagen. Duizenden mensen hebben op de ochtend van de heropening uren gewacht om een kassabon van die dag te krijgen.
Het bedrijf opende in oktober 2014 zijn eerste locatie buiten het grootstedelijk gebied van New York, gehuisvest op twee verdiepingen van het voormalige vlaggenschip van Strawbridge aan Market Street in Center City, een stadsdeel van Philadelphia.
Het bedrijf breidde in 2016 uit door de opening in Sawgrass Mills in Sunrise (Florida).
In maart 2016 kondigde Century 21 aan dat het een vlaggenschipwinkel zou openen in het American Dream Meadowlands-complex. Omdat Century 21 uitstel van betaling aanvroeg, is deze locatie nooit geopend en is nu verlaten. Daarnaast zou Century 21 ook een nieuw filiaal openen in de Staten Island Mall in New Springville op de benedenverdieping in de ruimte van de voormalige Sears Store. En in het Roosevelt Field (winkelcentrum) in Garden City (New York), op de voormalige locatie van Blommingdale's Home Furniture, ter vervanging van het filiaal in Westbury (New York). 
Op donderdag 10 september 2020 vroeg Century 21 het faillissement van Chapter 11 aan, omdat verzekeringsmaatschappijen de keten tijdens de COVID-19-pandemie niet financieel konden ondersteunen. Century 21 sloot al zijn locaties op zondag 6 december 2020, op enkele uitzonderingen na; drie locaties sloten op 5 oktober 2020, waaronder The Mills in Jersey Gardens in Elizabeth (New Jersey), The Lincoln Square in Manhattan locatie nabij Lincoln Center en Sawgrass Mills in Sunrise (Florida). De andere uitzondering is de Bergen Town Centre Store in Paramus (New Jersey), die op zaterdag 5 december 2020 sloot vanwege de Bergen County Blue Laws die voorkomen dat niet-essentiële winkels op zondag geopend zijn.
Op 25 februari 2021 kondigde Century 21 aan dat het ergens in 2021 zijn activiteiten zou hervatten.
Begin 2022 gaf Century 21 werd de oorspronkelijke winkel gesloten.
Op 17 mei 2022 werd aangekondigd dat Century 21 in het voorjaar van 2023 de locatie in Lower Manhattan zal heropenen.